# Адамсон, Барри
Барри Адамсон (англ. Barry Adamson; род. 1 июня 1958[…], Мосс-Сайд, Ланкашир) — британский композитор, рок-музыкант, сотрудничавший с такими рок-группами как Magazine, Buzzcocks, Visage, Pete Shelley, The Birthday Party, Nick Cave and the Bad Seeds, Pan Sonic, а также написавший ряд саундтреков к фильмам, в том числе работал с Дэвидом Линчем.

## Дискография

### Альбомы
- 2016 — Know Where To Run
- 2012 — I Will Set You Free
- 2008 — Back To The Cat
- 2006 — Stranger on the Sofa
- 2002 — King of Nothing Hill
- 1999 — The Murky World of Barry Adamson (compilation)
- 1998 — As Above, So Below
- 1996 — Oedipus Schmoedipus
- 1993 — The Negro Inside Me
- 1992 — Soul Murder
- 1989 — Moss Side Story

### EP
- 1998 — Can’t Get Loose
- 1996 — Achieved In The Valley Of The Dolls
- 1995 — The Big Bamboozle
- 1995 — Movieology
- 1992 — Cinema Is King
- 1989 — Taming of the Shrewd

### Синглы
- 2008 — «Straight 'til Sunrise» (download only)
- 2006 — «The Long Way Back Again» (CD и 7")
- 2002 — «Whispering Streets»
- 2002 — «Black Amour»
- 2001 — «Motorlab #3» (вместе с Pan Sonic)
- 1999 — «The Crime Scene»
- 1998 — «Jazz Devil»
- 1998 — «What it Means»
- 1991 — «These Boots Are Made For Walking» (вместе с Anita Lane)
- 1988 — «The Man With The Golden Arm»

### Саундтреки
- 2011 — Dreams Of A Life
- 2001 — The World Of Interiors
- 2000 — Пляж
- 1997 — To Have And To Hold
- 1997 — Шоссе в никуда
- 1994 — Прирождённые убийцы
- 1992 — Бензин, еда, жильё
- 1991 — Мираж
- 1987 — The Last of England